# Gikuka
Gikuka är ett vattendrag i Burundi. Det ligger i den sydvästra delen av landet, 80 kilometer söder om huvudstaden Bujumbura.
Omgivningarna runt Gikuka är en mosaik av jordbruksmark och naturlig växtlighet. Runt Gikuka är det tätbefolkat, med 319 invånare per kvadratkilometer.